# والیبال قهرمانی باشگاه‌های مردان آسیا ۲۰۲۴
والیبال قهرمانی باشگاه‌های مردان آسیا ۲۰۲۴ عنوان بیست و پنجمین دوره مسابقات قهرمانی باشگاه‌های مردان آسیا بود که توسط کنفدراسیون والیبال آسیا (AVC) با فدراسیون والیبال ایران (I.R.I.V.F) برگزار شد. این دوره از رقابت ها با قهرمانی فولاد سیرجان در برابر شهداب یزد دیگر نماینده ایران در این مسابقات به پایان رسید‌.
این مسابقات از ۸ تا ۱۵ سپتامبر ۲۰۲۴ (۱۸ تا ۲۵ شهریور ۱۴۰۳) در یزد، ایران برگزار شد. برنده این مسابقات به مسابقات باشگاه‌های جهان ۲۰۲۴ راه خواهد یافت.

## تیم‌های شرکت‌کننده
تیم های جدول زیر در این رویداد شرکت داشتند.
| فدراسیون  | تیم                   | رتبه لیگ داخلی                         |
| --------- | --------------------- | -------------------------------------- |
| ایران     | فولاد سیرجان ایرانیان | قهرمان لیگ برتر والیبال ایران ۱۴۰۲     |
| ایران     | مقاومت شهداب یزد      | نایب‌قهرمان لیگ برتر والیبال ایران ۱۴۰۲ |
| قطر       | الریان                | قهرمان لیگ والیبال قطر ۲۰۲۳ - ۲۰۲۴     |
| قزاقستان  | پاولودار              | قهرمان لیگ ملی ۲۰۲۳ - ۲۰۲۴ قزاقستان    |
| عراق      | گاز جنوبی             | قهرمان لیگ والیبال ۲۰۲۳ - ۲۰۲۴ عراق    |
| افغانستان | کام ایر               |                                        |
| اندونزی   | جاکارتا بهایانگکارا   | قهرمان پرو لیگ والیبال اندونزی ۲۰۲۴    |
| کویت      | اسپورتینگ             |                                        |

## گروه‌بندی
| گروه A   | گروه B    |
| -------- | --------- |
| ایران    | ایران     |
| اندونزی  | عراق      |
| کویت     | قطر       |
| قزاقستان | افغانستان |

## محل برگزاری
تمامی مسابقات در ورزشگاه شاهدیه یزد برگزار شد.

## دور مقدماتی
همه زمان‌ها براساس ساعت رسمی ایران (یوتی‌سی ۳:۳۰+) است.

### گروه A
| رتبه | تیم                 | بازی | برد | باخت | امتیاز | وضعیت             |
| ---- | ------------------- | ---- | --- | ---- | ------ | ----------------- |
| ۱    | مقاومت شهداب        | ۳    | ۳   | ۰    | ۹      | صعود به مرحله بعد |
| ۲    | جاکارتا بهایانگکارا | ۳    | ۲   | ۱    | ۷      | صعود به مرحله بعد |
| ۳    | پاولودار            | ۳    | ۱   | ۲    | ۵      | صعود به مرحله بعد |
| ۴    | اسپورتینگ           | ۳    | ۰   | ۳    | ۱      | صعود به مرحله بعد |

| تاریخ      | ساعت  |           | امتیاز |                     | ست ۱  | ست ۲  | ست ۳  | ست ۴  | ست ۵ | مجموع  | گزارش |
| ---------- | ----- | --------- | ------ | ------------------- | ----- | ----- | ----- | ----- | ---- | ------ | ----- |
| ۸ سپتامبر  | ۱۱:۰۰ | اسپورتینگ | ۱–۳    | پاولودار            | ۲۶–۲۸ | ۲۲–۲۵ | ۲۵–۲۳ | ۲۳–۲۵ |      | ۹۶–۱۰۱ | گزارش |
| ۸ سپتامبر  | ۱۷:۰۰ | شهداب یزد | ۳–۱    | جاکارتا بهایانگکارا | ۲۵–۱۹ | ۲۵–۱۸ | ۲۳–۲۵ | ۲۵–۲۰ |      | ۹۸–۸۲  | گزارش |
| ۹ سپتامبر  | ۱۱:۰۰ | اسپورتینگ | ۰–۳    | جاکارتا بهایانگکارا | ۱۸–۲۵ | ۲۰–۲۵ | ۱۹–۲۵ |       |      | ۵۷–۷۵  | گزارش |
| ۹ سپتامبر  | ۱۷:۰۰ | شهداب یزد | ۳–۱    | پاولودار            | ۲۲–۲۵ | ۲۵–۱۸ | ۲۵–۱۷ | ۲۵–۲۰ |      | ۹۷–۸۰  | گزارش |
| ۱۰ سپتامبر | ۱۱:۰۰ | پاولودار  | ۱–۳    | جاکارتا بهایانگکارا | ۱۷–۲۵ | ۲۰–۲۵ | ۲۵–۱۷ | ۲۲–۲۵ |      | ۸۴–۹۲  | گزارش |
| ۱۰ سپتامبر | ۱۷:۰۰ | شهداب یزد | ۳–۰    | اسپورتینگ           | ۲۵–۲۲ | ۲۵–۱۱ | ۲۵–۲۰ |       |      | ۷۵–۵۳  | گزارش |

### گروه B
| رتبه | تیم                   | بازی | برد | باخت | امتیاز | وضعیت             |
| ---- | --------------------- | ---- | --- | ---- | ------ | ----------------- |
| ۱    | فولاد سیرجان ایرانیان | ۳    | ۳   | ۰    | ۹      | صعود به مرحله بعد |
| ۲    | کم ایر                | ۳    | ۱   | ۲    | ۴      | صعود به مرحله بعد |
| ۳    | الریان                | ۳    | ۱   | ۲    | ۴      | صعود به مرحله بعد |
| ۴    | گاز جنوبی             | ۳    | ۱   | ۲    | ۳      | صعود به مرحله بعد |

| تاریخ      | ساعت  |                       | امتیاز |           | ست ۱  | ست ۲  | ست ۳  | ست ۴  | ست ۵ | مجموع | گزارش |
| ---------- | ----- | --------------------- | ------ | --------- | ----- | ----- | ----- | ----- | ---- | ----- | ----- |
| ۸ سپتامبر  | ۱۴:۰۰ | گاز جنوبی             | ۳–۱    | الریان    | ۲۵–۲۳ | ۲۵–۲۰ | ۲۰–۲۵ | ۲۵–۲۱ |      | ۹۵–۸۹ | گزارش |
| ۸ سپتامبر  | ۲۰:۰۰ | فولاد سیرجان ایرانیان | ۳–۰    | کم ایر    | ۲۵–۱۱ | ۲۵–۱۱ | ۲۵–۲۰ |       |      | ۷۵–۴۲ | گزارش |
| ۹ سپتامبر  | ۱۴:۰۰ | الریان                | ۳–۱    | کم ایر    | ۲۵–۱۶ | ۲۳–۲۵ | ۲۵–۱۶ | ۲۵–۱۹ |      | ۹۸–۷۶ | گزارش |
| ۹ سپتامبر  | ۱۹:۰۰ | فولاد سیرجان ایرانیان | ۳–۰    | گاز جنوبی | ۲۵–۲۰ | ۲۵–۱۶ | ۲۵–۱۹ |       |      | ۷۵–۵۵ | گزارش |
| ۱۰ سپتامبر | ۱۴:۰۰ | گاز جنوبی             | ۰–۳    | کم ایر    | ۲۲–۲۵ | ۲۲–۲۵ | ۱۸–۲۵ |       |      | ۶۲–۷۵ | گزارش |
| ۱۰ سپتامبر | ۲۰:۰۰ | فولاد سیرجان ایرانیان | ۳–۰    | الریان    | ۲۵–۱۸ | ۲۵–۱۶ | ۲۵–۲۳ |       |      | ۷۵–۵۷ | گزارش |

## مرحله حذفی
همه زمان‌ها براساس ساعت رسمی ایران (یوتی‌سی ۳:۳۰+) است.
|  | ۱/۴ پایانی            | ۱/۴ پایانی            |                       |          | نیمه پایانی         | نیمه پایانی |  |  | دیدار پایانی | دیدار پایانی |
|  |                       |                       |                       |          |                     |             |  |  |              |              |
|  | ۱۲ سپتامبر            |                       |                       |          |                     |             |  |  |              |              |
|  |                       |                       |                       |          |                     |             |  |  |              |              |
|  | الریان                | ۰                     |                       |          |                     |             |  |  |              |              |
|  | الریان                | ۰                     | ۱۳ سپتامبر            |          |                     |             |  |  |              |              |
|  | جاکارتا بهایانگکارا   | ۳                     |                       |          |                     |             |  |  |              |              |
|  | جاکارتا بهایانگکارا   | ۳                     | جاکارتا بهایانگکارا   | ۲        |                     |             |  |  |              |              |
|  | ۱۲ سپتامبر            |                       | جاکارتا بهایانگکارا   | ۲        |                     |             |  |  |              |              |
|  |                       | فولاد سیرجان ایرانیان | ۳                     |          |                     |             |  |  |              |              |
|  | فولاد سیرجان ایرانیان | فولاد سیرجان ایرانیان | ۳                     | ۳        |                     |             |  |  |              |              |
|  | فولاد سیرجان ایرانیان |                       | ۱۵ سپتامبر            | ۳        |                     |             |  |  |              |              |
|  | اسپورتینگ             | ۰                     |                       |          |                     |             |  |  |              |              |
|  | اسپورتینگ             | ۰                     | فولاد سیرجان ایرانیان | ۳        |                     |             |  |  |              |              |
|  | ۱۲ سپتامبر            |                       | فولاد سیرجان ایرانیان | ۳        |                     |             |  |  |              |              |
|  |                       | مقاومت شهداب          | ۰                     |          |                     |             |  |  |              |              |
|  | کم ایر                | مقاومت شهداب          | ۰                     | ۰        |                     |             |  |  |              |              |
|  | کم ایر                | ۱۳ سپتامبر            |                       | ۰        |                     |             |  |  |              |              |
|  | پاولودار              | ۳                     |                       |          |                     |             |  |  |              |              |
|  | پاولودار              | ۳                     | پاولودار              | ۰        | مکان سوم            | مکان سوم    |  |  |              |              |
|  | ۱۲ سپتامبر            |                       | پاولودار              | ۰        | مکان سوم            | مکان سوم    |  |  |              |              |
|  |                       | مقاومت شهداب          | ۳                     |          |                     |             |  |  |              |              |
|  | مقاومت شهداب          | مقاومت شهداب          | ۳                     | ۳        | جاکارتا بهایانگکارا | ۳           |  |  |              |              |
|  | مقاومت شهداب          |                       |                       | ۳        | جاکارتا بهایانگکارا | ۳           |  |  |              |              |
|  | گاز جنوبی             | ۰                     |                       | پاولودار | ۰                   |             |  |  |              |              |
|  | گاز جنوبی             | ۰                     |                       |          | ۰                   |             |  |  |              |              |
|  |                       |                       |                       |          |                     |             |  |  | ۱۵ سپتامبر   |              |
|  |                       |                       |                       |          |                     |             |  |  |              |              |

|  | نیمه پایانی پنجم تا هشتم | نیمه پایانی پنجم تا هشتم |   |  | رتبه پنجم  | رتبه پنجم |  |
|  |                          |                          |   |  |            |           |  |
|  | ۱۳ سپتامبر               |                          |   |  |            |           |  |
|  | گاز جنوبی                | ۳                        |   |  |            |           |  |
|  | کم ایر                   | ۰                        |   |  |            |           |  |
|  |                          |                          |   |  |            |           |  |
|  |                          |                          |   |  | ۱۴ سپتامبر |           |  |
|  |                          |                          |   |  | گاز جنوبی  | ۱         |  |
|  |                          | الریان                   | ۳ |  |            |           |  |
|  |                          |                          |   |  |            |           |  |
|  |                          |                          |   |  |            |           |  |
|  |                          |                          |   |  |            |           |  |
|  | ۱۳ سپتامبر               |                          |   |  |            |           |  |
|  | اسپورتینگ                | ۱                        |   |  |            |           |  |
|  | الریان                   | ۳                        |   |  |            |           |  |

### ۱/۴ پایانی
| تاریخ      | ساعت  |                       | امتیاز |           | ست ۱  | ست ۲  | ست ۳  | ست ۴ | ست ۵ | مجموع | گزارش |
| ---------- | ----- | --------------------- | ------ | --------- | ----- | ----- | ----- | ---- | ---- | ----- | ----- |
| ۱۲ سپتامبر | ۱۱:۰۰ | جاکارتا بهایانگکارا   | ۳–۰    | الریان    | ۲۵–۱۸ | ۲۵–۱۷ | ۲۵–۲۳ |      |      | ۷۵–۵۸ | گزارش |
| ۱۲ سپتامبر | ۱۴:۰۰ | کم ایر                | ۰–۳    | پاولودار  | ۲۰–۲۵ | ۱۳–۲۵ | ۲۲–۲۵ |      |      | ۵۵–۷۵ | گزارش |
| ۱۲ سپتامبر | ۱۷:۰۰ | شهداب یزد             | ۳–۰    | گاز جنوبی | ۲۵–۱۵ | ۲۵–۲۱ | ۲۵–۲۳ |      |      | ۷۵–۵۹ | گزارش |
| ۱۲ سپتامبر | ۲۰:۰۰ | فولاد سیرجان ایرانیان | ۳–۰    | اسپورتینگ | ۲۵–۲۱ | ۲۵–۱۷ | ۲۵–۱۷ |      |      | ۷۵–۵۵ | گزارش |

### پنجم تا هشتم
| تاریخ      | ساعت  |           | امتیاز |        | ست ۱  | ست ۲  | ست ۳  | ست ۴  | ست ۵ | مجموع | گزارش |
| ---------- | ----- | --------- | ------ | ------ | ----- | ----- | ----- | ----- | ---- | ----- | ----- |
| ۱۳ سپتامبر | ۱۱:۰۰ | گاز جنوبی | ۳–۰    | کم ایر | ۲۵–۲۲ | ۲۵–۱۷ | ۲۵–۱۸ |       |      | ۷۵–۵۷ | گزارش |
| ۱۳ سپتامبر | ۱۴:۰۰ | اسپورتینگ | ۱–۳    | الریان | ۲۵–۲۳ | ۱۵–۲۵ | ۱۵–۲۵ | ۱۹–۲۵ |      | ۷۴–۹۸ | گزارش |

### رتبه هفتم
| تاریخ      | ساعت  |        | امتیاز |           | ست ۱  | ست ۲  | ست ۳  | ست ۴  | ست ۵ | مجموع  | گزارش |
| ---------- | ----- | ------ | ------ | --------- | ----- | ----- | ----- | ----- | ---- | ------ | ----- |
| ۱۴ سپتامبر | ۱۴:۰۰ | کم ایر | ۳–۱    | اسپورتینگ | ۲۵–۱۹ | ۲۵–۲۰ | ۲۳–۲۵ | ۲۹–۲۷ |      | ۱۰۲–۹۱ | گزارش |

### رتبه پنجم
| تاریخ      | ساعت  |           | امتیاز |        | ست ۱  | ست ۲  | ست ۳  | ست ۴  | ست ۵ | مجموع | گزارش |
| ---------- | ----- | --------- | ------ | ------ | ----- | ----- | ----- | ----- | ---- | ----- | ----- |
| ۱۴ سپتامبر | ۱۷:۰۰ | گاز جنوبی | ۳−۱    | الریان | ۲۵–۲۰ | ۲۵–۲۷ | ۱۷–۲۵ | ۲۶−۲۸ |      | ۹۳–۷۰ | گزارش |

### نیمه پایانی
| تاریخ      | ساعت  |                       | امتیاز |                     | ست ۱  | ست ۲  | ست ۳  | ست ۴  | ست ۵  | مجموع   | گزارش |
| ---------- | ----- | --------------------- | ------ | ------------------- | ----- | ----- | ----- | ----- | ----- | ------- | ----- |
| ۱۳ سپتامبر | ۱۷:۰۰ | مقاومت شهداب          | ۳–۰    | پاولودار            | ۲۵–۲۱ | ۲۵–۲۰ | ۲۵–۱۹ |       |       | ۷۵–۶۰   | گزارش |
| ۱۳ سپتامبر | ۲۰:۰۰ | قولاد سیرجان ایرانیان | ۳–۲    | جاکارتا بهایانگکارا | ۲۵–۲۲ | ۲۳–۲۵ | ۲۲–۲۵ | ۲۵–۲۱ | ۱۶–۱۴ | ۱۱۱–۱۰۷ | گزارش |

### رده بندی
| تاریخ      | ساعت  |                     | امتیاز |          | ست ۱  | ست ۲  | ست ۳  | ست ۴ | ست ۵ | مجموع | گزارش |
| ---------- | ----- | ------------------- | ------ | -------- | ----- | ----- | ----- | ---- | ---- | ----- | ----- |
| ۱۵ سپتامبر | ۱۴:۰۰ | جاکارتا بهایانگکارا | ۳–۰    | پاولودار | ۲۵–۱۵ | ۲۵–۱۴ | ۲۵–۱۹ |      |      | ۷۵–۴۸ | گزارش |

### دیدار پایانی
| تاریخ      | ساعت  |                  | امتیاز |                       | ست ۱  | ست ۲  | ست ۳  | ست ۴ | ست ۵ | مجموع | گزارش |
| ---------- | ----- | ---------------- | ------ | --------------------- | ----- | ----- | ----- | ---- | ---- | ----- | ----- |
| ۱۵ سپتامبر | ۱۷:۰۰ | مقاومت شهداب یزد | ۰–۳    | فولاد سیرجان ایرانیان | ۲۰–۲۵ | ۱۸–۲۵ | ۲۳–۲۵ |      |      | ۶۱–۷۵ | گزارش |

## جدول پایانی
| رتبه | تیم                   |
| ---- | --------------------- |
| 1    | فولاد سیرجان ایرانیان |
| 2    | مقاومت شهداب یزد      |
| 3    | جاکارتا بهایانگکارا   |
| ۴    | پاولودار              |
| ۵    | الریان                |
| ۶    | گاز جنوبی             |
| ۷    | کم ایر                |
| ۸    | اسپورتینگ             |

|  | رفتن به قهرمانی باشگاه‌های جهان ۲۰۲۴ |

| والیبال قهرمانی باشگاه‌های مردان آسیا ۲۰۲۴ |
| ----------------------------------------- |
| فولاد سیرجان ایرانیان دومین قهرمانی       |

| اسامی بازیکنان |
| امیر کرمی, اشکان حق‌دوست, محمد موسوی, اسماعیل مسافر, احمدرضا شهسواری نژاد, مجتبی میرزاجانپور, علیرضا عبدالحمیدی, امیرحسین اسفندیار, علی رمضانی, امین خواجه‌ خلیلی, علی حاجی‌پور, مهدی مرندی, آرمین قلی‌نیازی, محمد ولی‌زاده |
| سرمربی |
| بهروز عطایی |

## جوایز
- با ارزش ترین بازیکن
 علی حاجی‌پور (IRI) (فولاد سیرجان ایرانیان)
- بهترین تنظیم کننده
 علی رمضانی (IRI) (فولاد سیرجان ایرانیان)
- بهترین آبشار زننده بیرونی
 امیرحسین اسفندیار (IRI) (فولاد سیرجان ایرانیان)
 میکائیل یوستینو (KAZ)پاولودار
- بهترین دفاع کننده میانی
 آرمین قلیچ‌نیازی (IRI) (فولاد سیرجان ایرانیان)
 مسعود غلامی (IRI) (مقاومت شهداب یزد)
- بهترین آبشار زننده روبه‌رویی
 ژان پتری (FRA) (جاکارتا بهایانگکارا)
- بهترین آزادیار
 مهدی مرندی (IRI) (فولاد سیرجان ایرانیان)